# Río Maniqui
El río Maniqui es un río boliviano de la cuenca del Amazonas, que nace en las estribaciones de los Andes del departamento del Beni. Recorre 317 kilómetros hasta pasar a denominarse río Rapulo.

## Hidrografía
Nace en las estribaciones de los Andes en el departamento del Beni, cerca del límite con el departamento de La Paz, con el nombre de río Corincho hasta las coordenadas (), donde pasa a denominarse Maniqui; desde este punto el río discurre en dirección noroeste hasta aproximadamente 20 kilómetros para luego coger un sentido noreste; en el kilómetro 115 pasa por la localidad de San Borja y en el kilómetro 202 forma una serie de lagunas; desde este punto el río sigue hasta las coordenadas () donde pasa a denominarse río Rapulo tras recibir un pequeño arroyo de la margen izquierda.
Desemboca en el río Yacuma en las cercanías de la ciudad de Santa Ana de Yacuma.